# Kenobi
Pour les articles homonymes, voir Obi-Wan Kenobi (homonymie).
Kenobi (titre original : Kenobi) est un roman de science-fiction de John Jackson Miller s'inscrivant dans l'univers étendu de Star Wars. Publié aux États-Unis par Del Rey Books en 2013, puis traduit en français et publié par les éditions Pocket en 2015,, il met en scène Obi-Wan Kenobi durant son exil sur la planète Tatooine et déroule en l'an 19 av. BY.

## Résumé
L'histoire raconte l'errance d'Obi-Wan Kenobi sur la planète désertique Tatooine. Cette histoire se déroule entre l'épisode III (La Revanche des Siths) et l'épisode IV (Un nouvel espoir).

## Personnages
- Annileen Calwell : commerçante de Tatooine
- Orrin Gault : cultivateur d'humidité et entrepreneur
- A'Yark : chef de guerre Tusken